# E-type (músico)
Bo Martin Erik Eriksson (Upsália, Suécia, 27 de agosto de 1965), mais conhecido como E-Type, é um músico sueco do gênero Eurodance. Quase todos os seus álbuns, tiveram a produção e/ou envolvimento do produtor sueco Max Martin.

## Início
Sua carreira musical começou muito cedo. E-Type gravou sua primeira canção entre os 12 e 13 anos. Nesta mesma época, ele tocava bateria em uma antiga banda chamada Jahra Saara.
Após ter sido baterista por um curto tempo, de bandas de metal da Suécia, como Maninnya Blade e Hexenhaus, ele encontrou-se posteriormente com o DJ sueco Stakka Bo, em 1991. A parceria entre os dois resultou nos singles "We Got The Atmosphere" / "The Dream", de 1991 e "Numania 1" / "Obey", de 1992. Em consequência disso, E-Type começou a trabalhar como DJ no canal de televisão Z-TV. Seu primeiro single solo, ou seja, sem Stakka Bo, chamado "I'm Falling", foi lançado em 1993, mas não fez muito sucesso comercialmente.

## Origem do nome
E-Type adotou seu nome artístico quando ele estava a caminho de sua gravadora, junto com o também músico Stakka Bo. No caminho, eles foram parados pela polícia, quando de repente um Jaguar E-Type passou por eles. Ele sentiu que E-Type seria um ótimo nome artístico.

## Sucesso
Em 1994, trabalhou com os produtores Denniz PoP, Max Martin, e Amadi no que seria o seu primeiro álbum solo, "Made in Sweden", lançado ainda no mesmo ano. Um single deste álbum "Set The World On Fire", recebeu disco de ouro na Suécia e 1ª posição no Swedish Dance Chart, entre outros. Eventualmente, mais outros três singles do álbum foram lançados: a balada "Do You Always (Have To Be Alone)" e "Russian Lullaby" (co-escrita por Jonas Berggren do grupo dance sueco Ace of Base). O álbum foi lançado em novembro de 1994 e alcançou o 2º lugar na parada musical sueca, ficando um total de 26 semanas. Mais de 100.000 cópias do álbum foram vendidas na Suécia.
Em 1995, seus singles "Set The World On Fire" e "This Is The Way" entraram nas paradas da Alemanha e França. "This Is The Way" alcançou a 15ª posição na Billboard Club Chart nos Estados Unidos e a 6ª posição no UK Club Chart.
Durante o ano de 1996, E-Type e seus produtores trabalharam no segundo álbum solo, "The Explorer", que foi lançado na Suécia em 23 de outubro. O álbum vendeu mais de 20.000 cópias e rendeu cinco singles. Em 1998 foi lançado o álbum "Last Man Standing", que até o ano de 2010 tinha vendido em torno dos 3 milhões de cópias pelo mundo. Em 2000, E-Type gravou a canção "Campione 2000" (incluída no próximo disco Euro IV Ever e também em Loud Pipes Save Lives [Sport Edition], de 2004), que foi a canção oficial do Campeonato Europeu de Futebol de 2000 (Euro 2000). "Campione 2000" era tocada toda vez que o time inglês Bolton Wanderers entrava em campo. Ainda em 2000, o primeiro livro de E-Type, chamado "Sveakampen", foi publicado. Trata-se de uma espécie de autobiografia sobre os viquingues, no qual os personagens são baseados nos amigos e conhecidos de E-Type. No final de 2001, o livro estava também disponível na forma de jogo de computador.
Em 21 de novembro de 2000, saiu seu quarto álbum solo, chamado "Euro IV Ever". Deste disco, saíram os singles "Life" e "Africa". A cantora Nana Hedin participou de várias faixas do novo álbum, fazendo a voz feminina, principalmente nos refrões, típico da Eurodance. A festa do lançamento do álbum ocorreu em 25 de novembro.
Em 2004, Max Martin, Rami e E-Type produziram o álbum "Loud Pipes Save Lives", que foi lançado em março do mesmo ano. No início de abril, a canção "Paradise" (segunda faixa do álbum), alcançou a 11ª posição na Finlândia. Ainda em 2004, E-Type participou do festival sueco  Melodifestivalen 2004, com a canção "Paradise", que terminou no 5º lugar.
Em 14 de maio de 2007, E-Type lança um novo single chamado "True Believer". Ainda em 2007, foi lançado seu 6º e mais atual álbum de inéditas, "Eurotopia".
Na primavera de 2008, ele apareceu novamente no festival sueco Melodifestivalen 2008, cantando "Line of Fire", junto com a banda sueca de hard rock The Poodles. Ele avançou para a segunda etapa do festival, que aconteceu em Quiruna, Suécia, em 8 de março, porém não obteve classificação.
O selo britânico All Around The World lançou sua nova canção "True Believer" no mercado britânico no final de 2008 e em meados de 2009, a faixa "Rain", de seu álbum Loud Pipes Save Lives foi inesperadamente lançada como single, além de um novo vídeo. Em agosto de 2009, um single promocional e um novo video de "Life" foram lançados, com novas cenas da cantora Nana Hedin misturadas ao vídeo original de 2001.
Em janeiro de 2011, E-type lançou o single "Back 2 Life", produzido pelo produtor sueco Max Martin.
Em setembro de 2019, E-type lançou o single "Ride The Lightning". A música foi usada em um comercial de operadora de celular da Suécia.

## Discografia
- 1994 Made In Sweden
- 1996 The Explorer
- 1998 Last Man Standing
- 1999 Greatest Hits
- 2001 Euro IV Ever
- 2004 Loud Pipes Save Lives
- 2007 Eurotopia